# اچ‌ام‌اس دایموند (دی۳۵)
اچ‌ام‌اس دایموند (دی۳۵) (به انگلیسی: HMS Diamond (D35)) یک کشتی بود که طول آن ۳۹۱ فوت (۱۱۹ متر) بود. این کشتی در سال ۱۹۵۰ ساخته شد.